# Era atòmica

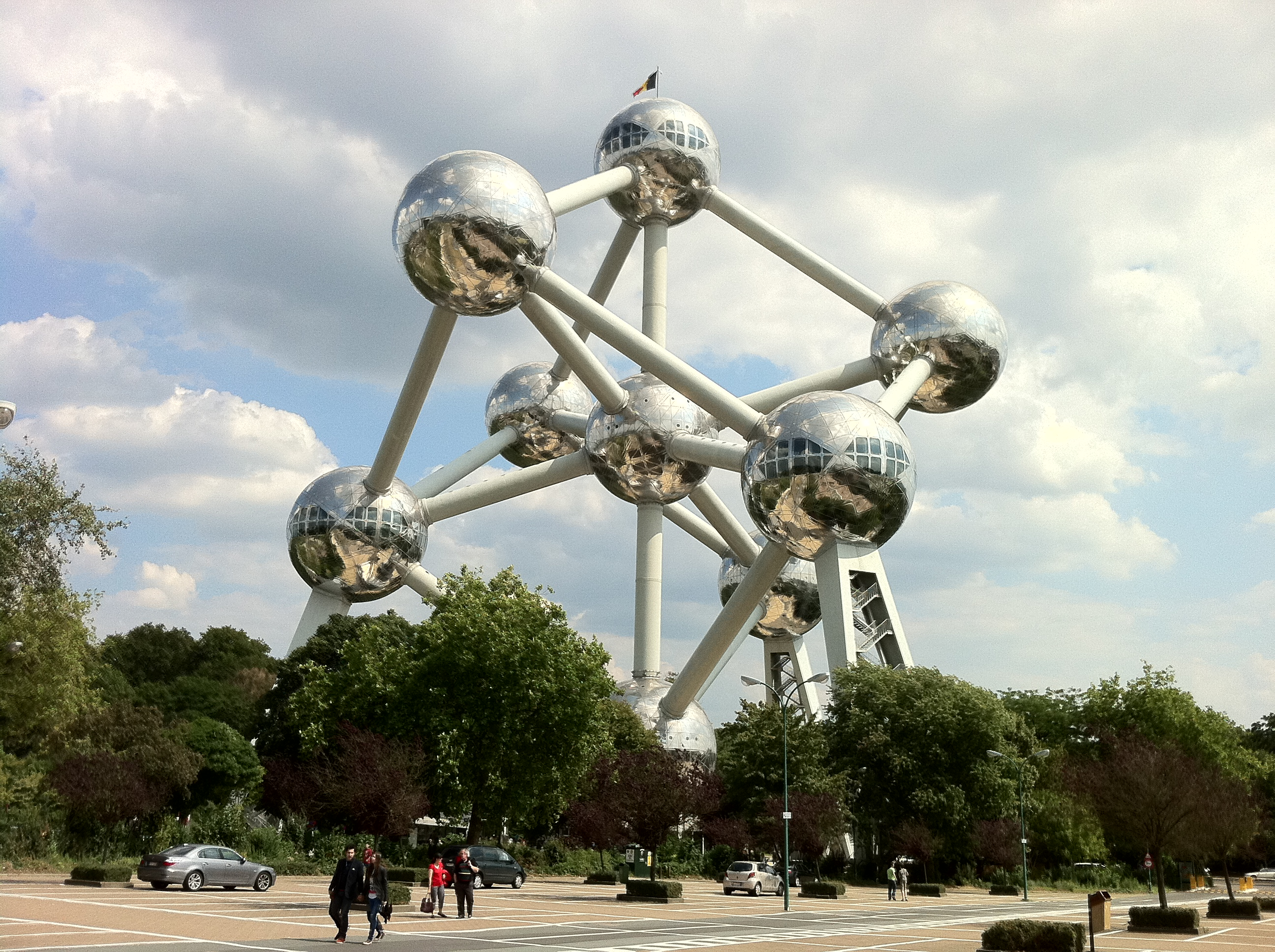
L'Atomium (1958), simbol de l'Era atòmica

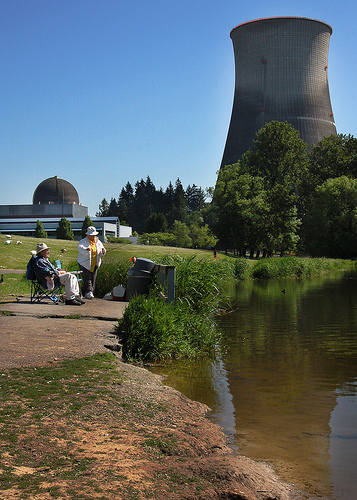
Una de les primeres centrals nuclears, Trojan (1976-1992) a Oregon

L'era atòmica és una expressió per indicar l'era de l'energia i de l'armament nuclear. L'era comença amb els treballs de Lise Meitner. Albert Einstein va preveure el perill destructiu i va comunicar el seu neguit en la famosa carta al president dels Estats Units, Franklin Roosevelt del 2 d'agost de 1939 a la qual volia fer que els pobles fossin conscients dels perills d'entrar en l'«era atòmica».
L'expressió anglesa atomic age data d'un article de maig de 1940 al New York Times del periodista americà William Laurence, que explicava el primer test de la bomba atòmica. Aquesta bomba convertiria tots els explosius convencionals en redundants i les centrals nuclears farien el mateix amb les fonts d'energia fòssil, com el carbó o el petroli. Hi havia un sentiment general que tot usaria energia nuclear d'alguna classe. Amb l'optimisme dels anys cinquanta durant la reconstrucció després de la Segona Guerra Mundial es va veure l'ús pacífic de les forces nuclears com un repte i una oportunitat: energia neta, de bon preu i infinita. Els experts van predir que gràcies a les centrals nuclears del futur, l'electricitat seria tan barata com l'aigua, o fins i tot més barata, i que els comptadors de consum elèctric serien eliminats.Açò fins i tot passaria amb els automòbils. El 1958, Ford va mostrar el model conceptual Ford Nucleon. El mateix any, l'«Atomium» va ser l'edifici emblemàtic de l'exposició universal de Brussel·les com símbol de l'ús pacífic de l'energia nuclear.
L'impacte va tocar igualment el pensament filosòfic i la creació artística. Per a Günther Anders (1902-1992) la bomba atòmica representa el mal absolut i, per tant, la resistència al poder de la tecnologia és l'exigència moral bàsica de la modernitat. Escriptors i artistes plàstics van inspirar-se en el potencial i perill enorme de la nova font d'energia, com en la pintura Leda Atòmica de Salvador Dalí. Des de l'inici del segle xx el potencial destructor va començar inspirant novel·les d'un món nou i després de la segona guerra d'un món després de l'apacalipsi nuclear. El 1953, l'escriptor Gaziel ja és pessimista al seu llibre Una vila de vuit-cents quan mira a la Costa Brava: «De tot això, aviat, molt aviat, no en quedarà ni memòria.[…] En algun llibre vell […] en algun museu marítim es trobaran potser, petites restes […] del que fou la Costa Brava abans l'era atòmica». A la sèrie de televisió de ciència-ficció britànica Thunderbirds, van parèixer una sèrie de vehicles nuclears, com es mostren als còmics derivats. A 2001: una odissea de l'espai (1968), fins i tot apareixia un bolígraf atòmic. El 1996, Andreu Carranza veu les ximineies de la Central nuclear d'Ascó com una torre de Babel de l'era atòmica.
Des de mitjan anys 1960 la nova tecnologia va començar a perdre esclat, però el concepte inicialment positiu, es va mantenir més aviat amb connotació negativa. Les amenaces conseqüents amb el desenvolupament de les armes nuclears havien començat a ser la tecnologia atòmica més coneguda. A finals de la dècada de 1970, l'energia atòmica es va trobar amb dificultats econòmiques i el rebuig públic, que va arribar a un primer clímax amb l'accident de Three Mile Island de 1979 i l'accident de Txernòbil de 1986. Va inspirar la portada de la revista Forbes magazine amb el títol «Capritxos nuclears». Tot i que certs països com França, Xina i el Regne Unit, i malgrat la catàstrofe de Fukushima el 2011 a poc a poc es va acabar amb les perspectives d'estendre les aplicacions de la indústria nuclear. S'hi afegeix el cost, mai no pressupostat als càlculs de l'«energia gratuïta», de la seguretat (per evitar desfalc de material contaminat), la demolició i l'emmagatzematge per l'eternitat de l'enderroc radioactiu. Una estimació de les elèctriques alemanyes preveu uns 38.000 milions d'euros, un import que pèrits independents consideren com una subestimació, només per a les instal·lacions obsoletes alemanyes.

## Del segle del carbó cap a l'era de la informació i enllà
Des de l'era carbó, que va ser a l'inici de la revolució industrial a la fi del segle xvii1 i que va durar quasi dos segles, les eres se succeeixen i semblen esdevenir cada vegada més curtes —era del petroli, era espacial, era de la informació, era electrònica…— i «el món comença a no ser pensable o intel·ligible per a l'individu».